# Xeraco (kommun)
Xeraco är en kommun i Spanien.   Den ligger i provinsen Província de València och regionen Valencia, i den östra delen av landet, 300 km sydost om huvudstaden Madrid. Antalet invånare är 6 230. Arean är 20,2 kvadratkilometer. Xeraco gränsar till Tavernes de la Valldigna, Simat de la Valldigna, Benifairó de la Valldigna, Xeresa och Gandia. 
Terrängen i Xeraco är platt åt nordost, men åt sydväst är den kuperad.